# Katharine Cashman
Katharine Venable Cashman (Providence (Rhode Island), 19 de julio de 1954 (70 años) FRS es una vulcanóloga estadounidense, profesora de vulcanología en la Universidad de Brístol y exprofesora  de la cátedra Philip H. Knight de Ciencia Natural en la Universidad de Oregón.

## Educación
Fue educada en el Middlebury College, Vermont donde, en 1976, obtuvo un Bachelor de artes en geología y biología. Continuó sus estudios en Universidad Victoria en Wellington en Nueva Zelanda y completó el PhD en la Universidad Johns Hopkins, Maryland, en 1986. Su defensa de tesis fue sobre aplicación de teorías de distribuciones de medidas cristalinas a sistemas volcánicos, y la supervisó Bruce Marsh.

## Carrera y estudios
Es profesora asistente en la Universidad de Princeton de 1986 a 1991, y de 1991 a 1997 profesora asociada y profesora plena de 1997 y continúa, en la Universidad de Oregón. En 2011, trabajó en la Universidad de Brístol en una cátedra de investigación financiada por el seguro AXA.
Cashman estudia los vínculos entre los factores químicos y físicos que controlan el ascenso, la erupción y el emplazamiento del magma en la superficie de la Tierra. Ha estudiado volcanes en los siete continentes y ha explorado una amplia gama de estilos de erupción. Es reconocida por su trabajo que vincula la cinética de la formación de burbujas y cristales con el comportamiento de los materiales volcánicos, y ha trabajado en problemas que van desde lo químico a los aspectos físicos del vulcanismo. Ha trabajado con todos los observatorios de los volcanes de los Estados Unidos y ha servido en el Comité Asesor Científico de la isla de Montserrat.
Sus estudios utilizan una combinación de vulcanología, petrología ígnea, cinética, microscopía y dinámica fluida con un foco en volcanes máficos. Eso incluye el desarrollo de flujos de lava hawaianas y formación de ceniza volcánica en erupciones. También tiene intereses en composición intermedia y volcanes silícicos, particularmente en Monte Santa Helena.

## Honores

### Membresías
- de la Unión Americana de Geofísica
- de la Academia Estadounidense de las Artes y las Ciencias,
- de la Academia Europæa.[11]
- de la Asociación Internacional de Vulcanología y Química del interior de la Tierra (IACVEI).[3]
- 2016: elegida en la Academia Nacional de Ciencias.[12]
- 2016: elegida de la Sociedad Real (FRS).[1]

### Premios
- 2016: premio Sociedad Real Wolfson de Mérito de Estudios.[2]